# Hikaruon
Campus Special Investigator Hikaruon (Detetive Escolar Hikaruon) é um OVA japonês produzido em 1987. Baseado fortemente nos tokusatsus (mais especificamente nos Metal Hero), o anime é uma homenagem aos heróis metálicos dos anos 80, como Gyaban, Sharivan,Shaider, Jaspion e Spielvan.

## Enredo
A história gira em torno de Hikaru Shinodo, um detetive que se disfarça de estudante colegial para investigar os misteriosos acontecimentos em uma escola de Tóquio. Juntamente com sua ajudante, Azumi Hazuki, uma professora da escola, o jovem presencia a aparição de seres diabólicos e misteriosos no campus. Hikaru combate os seres malignos transformando-se em Hikaruon, um herói com armadura metálica.

## Elenco original
- Hikaru Shihodou/Hikaruon - Toshihiko Seki
- Adzumi Hadzuki - Mika Doi
- Yayoi Shiina - Miina Tominaga
- Shirou Amakusa - Kazuyuki Sogabe
- Demonic Beast (Besta Demoníaca) - Shozo Iizuka
- Kyousuke Gomi - Tesshô Genda
- Narrador - Tesshô Genda